# サラトフI駅
座標: 北緯51度32分31秒 東経45度59分55秒 / 北緯51.54194度 東経45.99861度
サラトフI駅（サラトフIえき、ロシア語: станция Саратов I）はロシア連邦サラトフ州のサラトフにある鉄道駅である。ロシア鉄道沿ヴォルガ鉄道支社の拠点駅である。

## 概要
4階建ての駅舎を有し、1日平均4,000人が利用する。ロシア各地・中央アジア・ウクライナ・ベラルーシ方面からの長距離列車の他、近郊列車（エレクトリーチカ）も多数発着する。

## 列車
- 2016年現在

| 列車番号           | 運行区間                                | 列車番号           | 運行区間                                |
| ------------------ | --------------------------------------- | ------------------ | --------------------------------------- |
| 5 (ロトス号)       | アストラハン - モスクワ                 | 6 (ロトス号)       | モスクワ - アストラハン                 |
| 7 (カザフスタン号) | アルマトイ - モスクワ                   | 8 (カザフスタン号) | モスクワ - アルマトイ                   |
| 9 (サラトフ号)     | サラトフ - モスクワ                     | 10 (サラトフ号)    | モスクワ - サラトフ                     |
| 13                 | アドレル - サラトフ                     | 14                 | サラトフ - アドレル                     |
| 17                 | サラトフ - モスクワ                     | 18                 | モスクワ - サラトフ                     |
| 45 (ウラル号)      | キスロヴォツク - エカテリンブルク       | 46 (ウラル号)      | エカテリンブルク - キスロヴォツク       |
| 47                 | バラコボ - モスクワ                     | 48                 | モスクワ - バラコボ                     |
| 59                 | キスロヴォツク - ノヴォクズネツク       | 60                 | ノヴォクズネツク - キスロヴォツク       |
| 67                 | サラトフ - ブレスト                     | 68                 | ブレスト - サラトフ                     |
| 85                 | マハチカラ - モスクワ                   | 86                 | モスクワ - マハチカラ                   |
| 103                | サラトフ - ウファ                       | 104                | ウファ - サラトフ                       |
| 105                | ヴォルゴグラード - ニジネヴァルトフスク | 106                | ニジネヴァルトフスク - ヴォルゴグラード |
| 107                | ヌルスルタン - キーウ                   | 108                | キーウ - ヌルスルタン                   |
| 109                | アストラハン - サンクトペテルブルク     | 110                | サンクトペテルブルク - アストラハン     |
| 113                | キスロヴォツク - チェリャビンスク       | 114                | チェリャビンスク - キスロヴォツク       |
| 127                | アドレル - クラスノヤルスク             | 128                | クラスノヤルスク - アドレル             |
| 129                | アナパ - クラスノヤルスク               | 130                | クラスノヤルスク - アナパ               |
| 137                | サラトフ - モスクワ                     | 138                | モスクワ - サラトフ                     |
| 147                | アストラハン - ニジネヴァルトフスク     | 148                | ニジネヴァルトフスク - アストラハン     |
| 333                | タシュケント - サラトフ                 | 334                | サラトフ - タシュケント                 |
| 339                | ノヴォロシースク - ニジニ・ノヴゴロド   | 340                | ニジニ・ノヴゴロド - ノヴォロシースク   |
| 343                | アドレル - チェリャビンスク             | 344                | チェリャビンスク - アドレル             |
| 345                | アドレル - ニジネヴァルトフスク         | 346                | ニジネヴァルトフスク - アドレル         |
| 353                | アドレル - ペルミ                       | 354                | ペルミ - アドレル                       |
| 367                | キスロヴォツク - キーロフ               | 368                | キーロフ - キスロヴォツク               |
| 373                | マハチカラ - チュメニ                   | 374                | チュメニ - マハチカラ                   |